# Adonique
Le vers adonique ou adonien (grec, Ἀδώνιος) est un mètre de cinq syllabes utilisé en métrique antique, dans les poésies grecque et latine. Il est composé d'un dactyle (| — ∪ ∪ |) suivi d'un spondée (| — — |) et se note : | — ∪ ∪ | — — |.

## Histoire et étymologie
Il reçoit son nom de l'élégie grecque sur la mort d'Adonis, plus précisément de la lamentation « ὦ τὸν Ἄδωνιν » (« Oh Adonis ! »).
Le vers adonique est l’un des plus fréquents dans les poésies grecque et latine ; on le trouve principalement à la fin de la strophe sapphique ou il fait suite à trois vers hendécasyllabes saphiques (grands saphiques). Cette versification, dont la création est attribuée à la poétesse grecque Sappho au  vie siècle av. J.-C., est reprise par de nombreux poètes latins comme Catulle et Horace, puis est utilisée pour des hymnes chrétiens médiévaux, dont le célèbre « Ut queant laxis »  dont se sert Guido d'Arezzo pour donner les noms des notes de l'hexacorde (ut, ré, mi, fa, sol, la). L'adonique est rarement employé seul, car la répétition en serait monotone.
À la Renaissance, Ronsard reprend le vers adonique dans les strophes saphiques qu'il compose à l'imitation du grec et du latin. Une forme de versification brillamment illustrée par son ami Jean Antoine de Baïf.

## Exemples
Sappho :
Ποικιλόθρον᾽ ὰθάνατ᾽ ᾽Αφροδιτα,
παῖ δίος, δολόπλοκε, λίσσομαί σε
μή μ᾽ ἄσαισι μήτ᾽ ὀνίαισι δάμνα,
πότνια, θῦμον
Guido d'Arezzo :
Ut queant laxis
resonare fibris
Mira gestorum
famuli tuorum,
Solve polluti
labii reatum,
Sancte Iohannes.
Jean Antoine de Baïf :
Comparer l'on peut, ce me semble, à un Dieu,
Un qui peut, assis, se placer davant toi,
Pour, de près, goûter de ta voix la douceur,
L'aise de ton ris.